# Xyrine inusitatus
Xyrine inusitatus är en skalbaggsart som beskrevs av Britton 1987. Xyrine inusitatus ingår i släktet Xyrine och familjen Melolonthidae. Inga underarter finns listade i Catalogue of Life.